# A Vaskapu és környéke a római történelemben
Az al-dunai hajózás megkönnyítésére Tiberius római császár i. sz. 33–34 során a mai romániai Mehádiai-hegység és a szerbiai Miroc-hegység közötti szurdokvölgyben a Kazán-szoros jobb partján egy 210 méter hosszú utat építtetett, ennek segítségével lehetett biztosítani a hajók állati erővel való vontatását a zúgókon keresztül. 

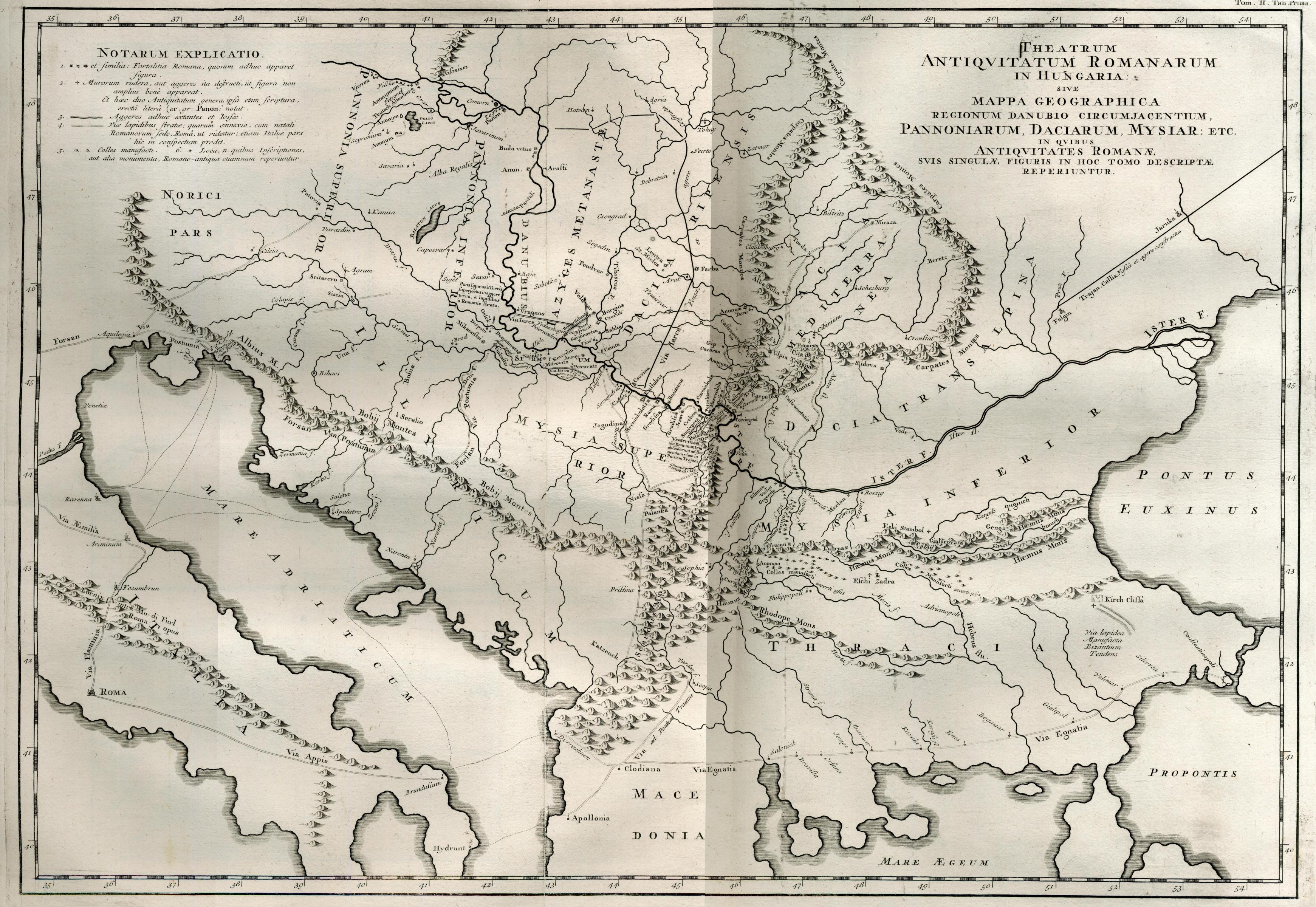
Luigi Ferdinando Marsigli térképe, Theatrum Antiqvitatum Romanarum in Hungaria

Az al-dunai római jelenlét első nyomait Luigi Ferdinando Marsigli írta le 1726-ban Amszterdamban megjelent „Danubius Pannonicus Mysicus, observationis geographicis astronomicis, hydrographicis, historicis, physicis perlustratus et in fex tomos digestus. T. 2, [Antiquitates romanae militares ad ultramque ripam Danubii]” című munkájában. Ő, mint határjárási bizottsági elnök, megbízatásán kívül a bejárt területek történelmi, néprajzi és régészeti sajátságait is leírta. Később az ő nyomdokain haladt Giovanni Grisellini, aki több tekintetben is bírálta Marsigli munkáját. A 19. század közepén Neudeck Gyula és Felix Kanitz foglalkoztak az al-dunai római jelenlét nyomaival.

## Római feliratos emlékek
Tiberius császár 33-34-ben Singidunumból a mai Brza Palankáig egy vontató utat építtetett, amelynek egy részét a sziklák kiugró falába másfél méter magasságban és szélességben vájták ki. Az így alkotott sziklautat még kiszélesítették olymódon, hogy három méteres közökben a sziklafalba barázdákat vájtak, azokba gerendákat fektettek, amelyeknek a part felőli végét a sziklafal alá ékelték, míg a három méter széles víz fölé nyúló gerendasort palánkokkal fedték be. Hasonló volt a rómaiak igyekezete Traianus császár idejében is, aki a Vaskapu-szorosban 110-130 között építtette a róla elnevezett vontatóutat.
Összesen öt sziklafelirat hirdeti a rómaiak műszaki tevékenységét Drenkova és Orsova közt. Időrendileg a legrégebbi Tiberius két táblája, az egyik a Gospodin Vir-nél, a másik ettől kilenc kilométerrel lejjebb, az Izlas zuhatag irányában, a Boljetenska reka patak beömlésénél. A két tábla szövege megegyezik, kiállításában a Gospodin Vir zuhatagnál  található sokkal díszesebb. Marsigli a két tábla közül csupán a « Gospodin Vir» (Boldogasszony forgója) örvény felettit ismerte, de azt tévesen kevéssel a Tachtalia sziklapad fölé jelölte, így később sokáig nem találták meg újra. 
A Traianus tábla szövege:
IMP CAESAR DIVI NERVAE F
NERVA TRAIAN AVG GERM
PONTIF MAXIMVS TRIB POT IIII
PATER PATRIAE COS III
MONTIS T FLVVII ANFRACTBVS
SVPERATIS VIAM PATEFECIT

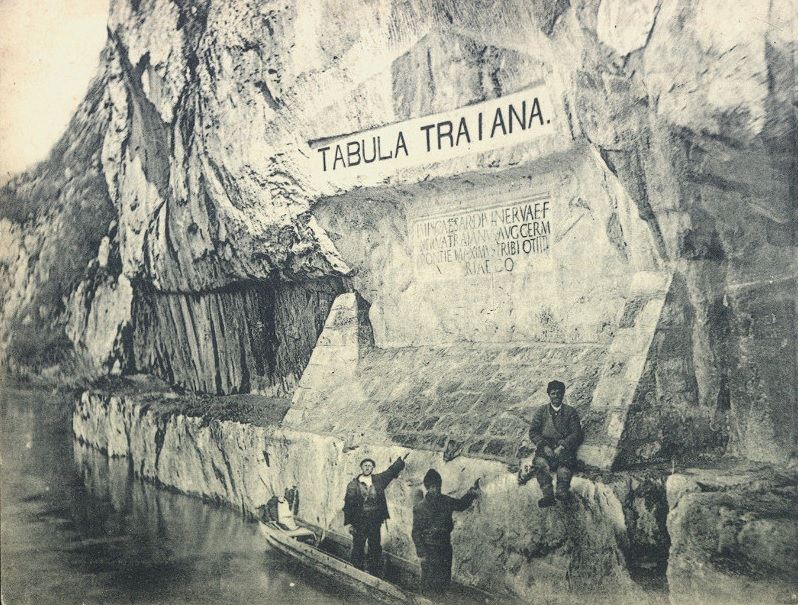
A Traianus tábla 1908 körül

A Gospodin Vir-nél Traianus tábláján kívül Vespasianus és Domitianus egy-egy táblája is megtalálható. Tiberiusé a középső, Vespasianusé ettől balra, Domitianusé pedig jobbra helyezkedik el. A táblák szövegei:
A Vespasianus-tábla szövege:
IMP CAESAR
VESPASIANO
AVG PONT MAX
TRPOT PP
COS GEN
SOR
Tiberius táblája:
TI CAESAR D AVG F
AVGVSTO IMPERATORE
PONT MAX TR POT XXXV
LEG IIII SCYT LEG MACED
Domitianus táblája:
IMP CAESAR DIVI
VESPASIANI F DOMI
TIAN AVG GERM PONT
MAXIMVS TRIB POT XII
IMP XXII COS XVI CENSOR
PERPETVVS PP PER SCR
FVLARVM VETUSTATE ET
INCVRRUS DAN VI C
RVPTVM OPERIBV
LEG

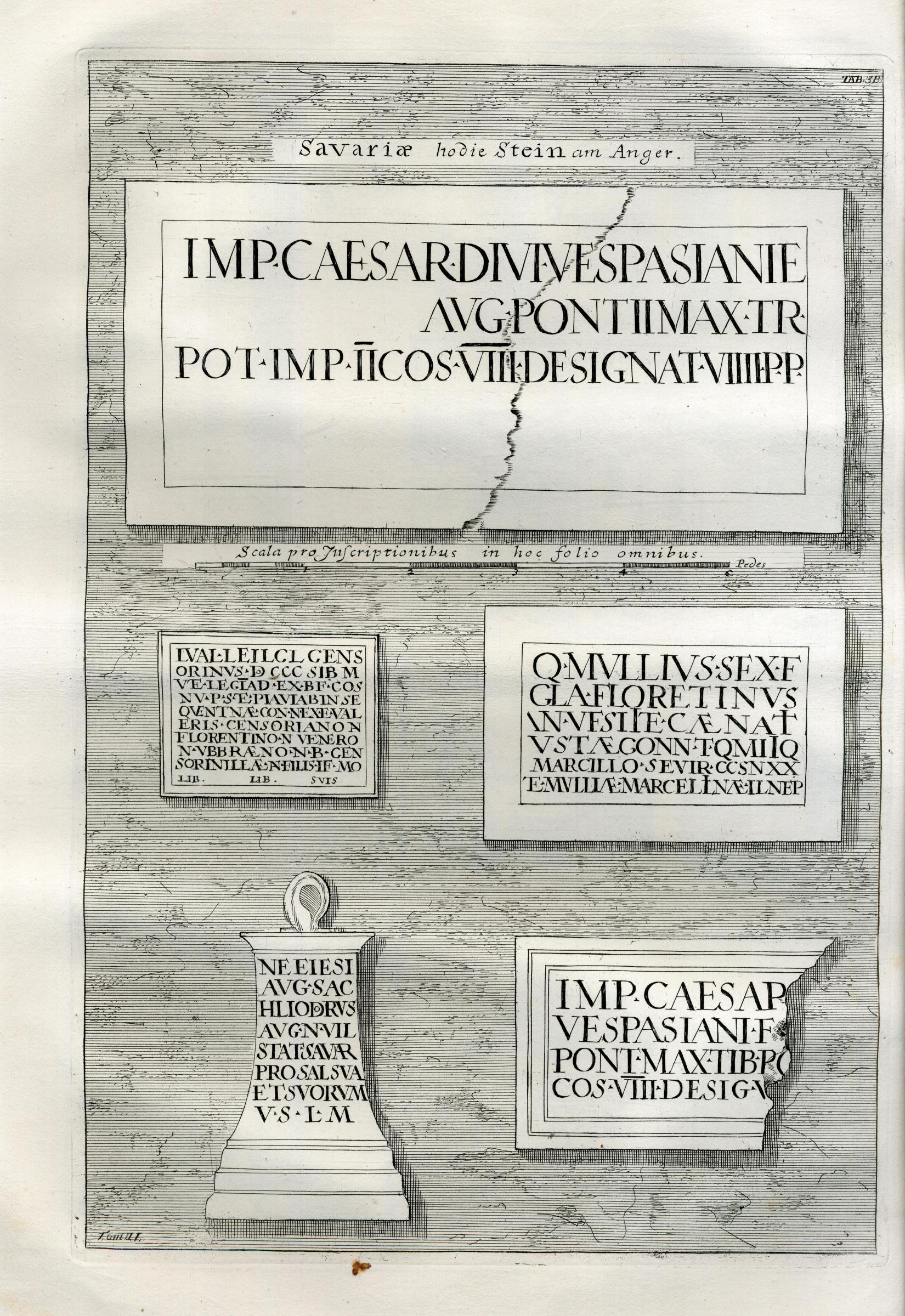
A sziklafeliratok rajza Luigi Ferdinando Marsigli művében

Domitianus nevét utólag kivésték, de a betűk alakja kivehető. A felirat le van pattogva, illetve az alsó három sora sérült. A Gospodin-szirttől lejjebb, ahol a sziklautak, illetve a bevágások végződnek, Tiberius a gospodinival csaknem azonos felirattal örökítette meg a nagy vállalkozást, itt azonban a feliratot a kemény kőzet miatt nem fejezték be. A felirat így szól:
TI CAESARE AVG F
AVGVSTO IMPERATORE
PONT MAX TR POT XXXV
LEG III SCYT LEG VMACED
Ez a második tábla egyfajta illusztrálása lehetett annak, hogy a dunaparti sziklaútnak az innen Gospodinig terjedő szakaszát tekintették a tervezők, illetve az építők a legfontosabbnak.

## Az építési munkálatok

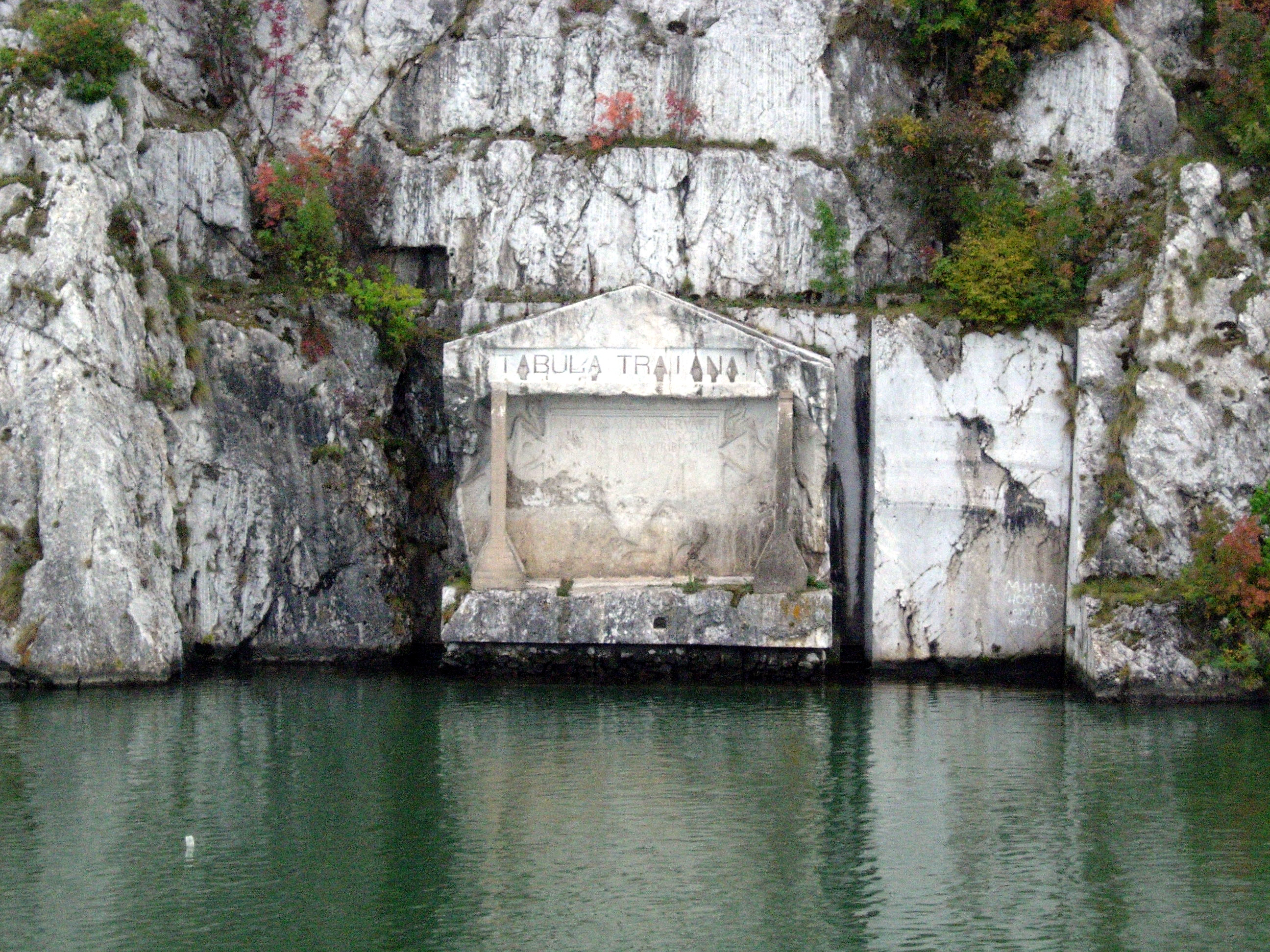
Traianus római császár táblája napjainkban, a felirat szövege magyarul: “Uralkodó császár, az isteni Nervus fia, Nerva Traianus, Augustus Germanicus, Pontifex Maximus, negyedjére a nép képviselője, a haza atyja, háromszoros konzul leküzdötte a hegyek és a Duna szikláit és ezt az utat építette”.

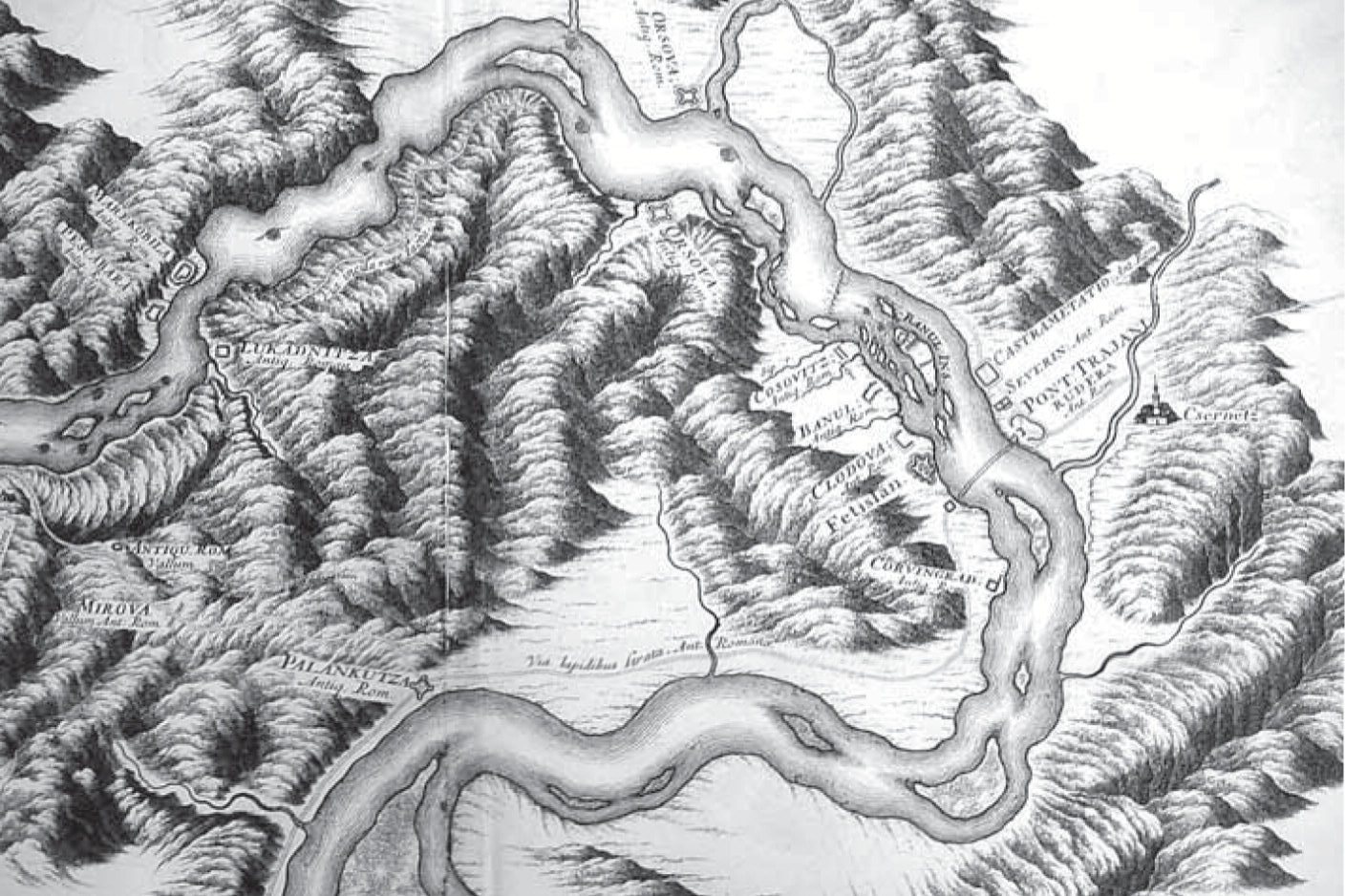
Marsigli 1726-ban készített térképe, amelyen feltüntette Traianus hídjának pontos helyét

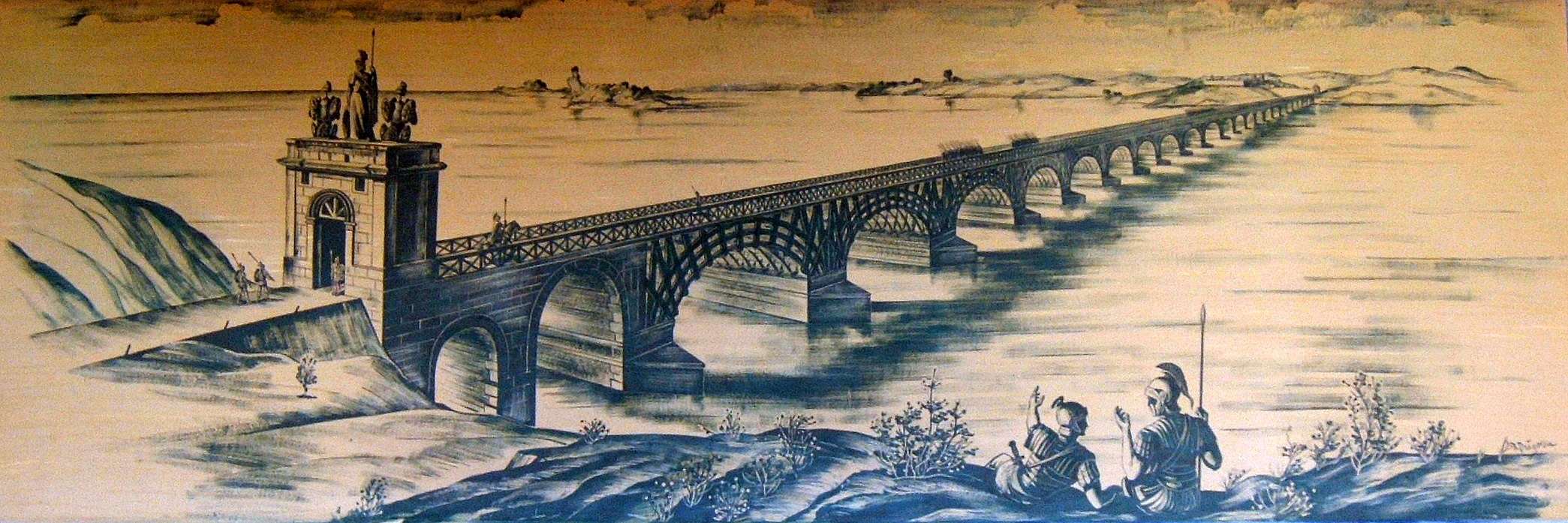
Traianus hídjának rekonstruált képe

A Vaskapu-szoros több szűk szakaszból – Galambóci szurdok, a Gospodin Vir szurdok, Nagy és Kis Kazán-szoros, Sip-szurdok – álló, összesen 134 kilométer hosszú folyamszakasz a Dunán. Tiberius vállalkozása a Vaskapu-szoros felső zuhatagsorára terjedt, s Vespasianus és Domitianus sem terjeszkedtek az alsó Kazán-szorosra, ahol Traianus a dák háború miatt az Óogradenával átellenben, a Nagy-Kazán alsó kijáratánál látható felirat tanúsága szerint hidat emeltetett.
A rómaiak első térfoglalása és katonai érdeke tehát a fentebb leírt táblákból következően a felső zuhatagsorozathoz fűződött. A Duna Báziástól Orsováig hatalmas V-betűt formál, amelynek bal szárán Baziás, a jobbon Orsova, s a csúcsában a Jucz-i fenékgát áll. A legkomolyabb veszélyt a hajózásra a Drenkován alól a Kozla nevű széntelep felől következő Kozla zuhatag jelenti, a sziklapad által a jobb partra zúdított víztömeg a Gospodin sziklába ütközve hatalmas örvényléssel halad tovább, hogy aztán a Duna medrében óriási ék alakban húzódó Dojke fenékgátján átbukva a hirtelen 380 méter szélességűre szűkülő mederben örvényeket képezzen. Míg a folyó e szakaszának bal partján Széchenyi István és munkatársa, Vásárhelyi Pál építtette Széchenyi-út nyitotta meg a közlekedést, addig a jobb parton amár az 1. század elején komoly munkával 210 méter hosszan levésték a Gospodin-szirtet, így kialakítva a járható utat.
Tiberius alig fejezte be Pannonia meghódítását, azonnal a moesiai partok biztosításához fogott. Nagy gonddal elkészített emléktáblája máig hirdeti, hogy 33. szeptember 14. és 34. szeptember 15. közt avatták fel a legio IV. Scythica és legio V. Macedonica legénysége által kivésett sziklautat. Az út 210 méter hosszú, kialakítása során a sziklafalat két méter magasságban és két méter szélességben kellett levésni. Az így kivágott sziklapad talpán alig egy-egy méteres (helyenként két-két méteres) közökben 25 cm. mély, 18 cm. széles csatornavájatokba megfelelő méretű gerendákat illesztettek be olyan formán, hogy a gerendák belső végeit a szikla oldalába ékelték, a víztükör fölé, legalább egy méternyire kiugró szabad végüket pedig karfákkal, hídlással gyalogjárók és hajóvontatók dobogójává alakították. Hogy a sziklaút keménysége ne ártson az igás állatoknak, illetve a hátaslovaknak, azt cementburkolattal ágyazták ki.